# A Tour de France győzteseinek listája
A Tour de France győzteseinek listája azokat a professzionális kerékpárosokat sorolja fel, akik 1903-tól a Tour nyertesei. 1914 és 1918 között, illetve 1940 és 1946 között nem rendeztek Tour de France-t az első és a második világháború miatt.

## Dobogósok
Az összetett verseny nyertese az leggyorsabb versenyző. A kerékpárversenyek küzdelmében a dobogósok rendkívül nagy tekintéllyel rendelkeznek.
- A győztes versenyző jutalma a  Sárga trikó (maillot jaune). A trikó színe a versenyt létrehozó francia autós magazinról, a L'Auto-tól ered. Először 1919-ben viselték, elsőként Eugène Christophe, azóta a Tour és a kerékpársport egyik legismertebb jelképévé vált.

| Tour                                            | Év   | Győztes                 | Második helyezett        | Harmadik helyezett       |
| ----------------------------------------------- | ---- | ----------------------- | ------------------------ | ------------------------ |
| 1.                                              | 1903 | Maurice Garin           | Lucien Pothier           | Fernand Augereau         |
| 2.                                              | 1904 | Henri Cornet            | Jean-Baptiste Dortignacq | Aloïs Catteau            |
| 3.                                              | 1905 | Louis Trousselier       | Hippolyte Aucouturier    | Jean-Baptiste Dortignacq |
| 4.                                              | 1906 | René Pottier            | Georges Passerieu        | Louis Trousselier        |
| 5.                                              | 1907 | Lucien Petit-Breton     | Gustave Garrigou         | Émile Georget            |
| 6.                                              | 1908 | Lucien Petit-Breton (2) | François Faber           | Georges Passerieu        |
| 7.                                              | 1909 | François Faber          | Gustave Garrigou         | Jean Alavoine            |
| 8.                                              | 1910 | Octave Lapize           | François Faber           | Gustave Garrigou         |
| 9.                                              | 1911 | Gustave Garrigou        | Paul Duboc               | Émile Georget            |
| 10.                                             | 1912 | Odile Defraye           | Eugène Christophe        | Gustave Garrigou         |
| 11.                                             | 1913 | Philippe Thys           | Gustave Garrigou         | Marcel Buysse            |
| 12.                                             | 1914 | Philippe Thys (2)       | Henri Pélissier          | Jean Alavoine            |
| 1915–1918: Az Első világháború miatt elmaradt   |      |                         |                          |                          |
| 13.                                             | 1919 | Firmin Lambot           | Jean Alavoine            | Eugène Christophe        |
| 14.                                             | 1920 | Philippe Thys (3)       | Hector Heusghem          | Firmin Lambot            |
| 15.                                             | 1921 | Léon Scieur             | Hector Heusghem          | Honoré Barthélémy        |
| 16.                                             | 1922 | Firmin Lambot (2)       | Jean Alavoine            | Félix Sellier            |
| 17.                                             | 1923 | Henri Pélissier         | Ottavio Bottecchia       | Romain Bellenger         |
| 18.                                             | 1924 | Ottavio Bottecchia      | Nicolas Frantz           | Lucien Buysse            |
| 19.                                             | 1925 | Ottavio Bottecchia (2)  | Lucien Buysse            | Bartolomeo Aymo          |
| 20.                                             | 1926 | Lucien Buysse           | Nicolas Frantz           | Bartolomeo Aymo          |
| 21.                                             | 1927 | Nicolas Frantz          | Maurice De Waele         | Julien Vervaecke         |
| 22.                                             | 1928 | Nicolas Frantz (2)      | André Leducq             | Maurice De Waele         |
| 23.                                             | 1929 | Maurice De Waele        | Giuseppe Pancera         | Jef Demuysere            |
| 24.                                             | 1930 | André Leducq            | Learco Guerra            | Antonin Magne            |
| 25.                                             | 1931 | Antonin Magne           | Jef Demuysere            | Antonio Pesenti          |
| 26.                                             | 1932 | André Leducq (2)        | Kurt Stöpel              | Francesco Camusso        |
| 27.                                             | 1933 | Georges Speicher        | Learco Guerra            | Giuseppe Martano         |
| 28.                                             | 1934 | Antonin Magne (2)       | Giuseppe Martano         | Roger Lapébie            |
| 29.                                             | 1935 | Romain Maes             | Ambrogio Morelli         | Félicien Vervaecke       |
| 30.                                             | 1936 | Sylvère Maes            | Antonin Magne            | Félicien Vervaecke       |
| 31.                                             | 1937 | Roger Lapébie           | Mario Vicini             | Leo Amberg               |
| 32.                                             | 1938 | Gino Bartali            | Félicien Vervaecke       | Victor Cosson            |
| 33.                                             | 1939 | Sylvère Maes (2)        | René Vietto              | Lucien Vlaemynck         |
| 1940–1946: A Második világháború miatt elmaradt |      |                         |                          |                          |
| 34.                                             | 1947 | Jean Robic              | Edouard Fachleitner      | Pierre Brambilla         |
| 35.                                             | 1948 | Gino Bartali (2)        | Briek Schotte            | Guy Lapébie              |
| 36.                                             | 1949 | Fausto Coppi            | Gino Bartali             | Jacques Marinelli        |
| 37.                                             | 1950 | Ferdinand Kübler        | Stan Ockers              | Louison Bobet            |
| 38.                                             | 1951 | Hugo Koblet             | Raphaël Géminiani        | Lucien Lazaridès         |
| 39.                                             | 1952 | Fausto Coppi (2)        | Stan Ockers              | Bernardo Ruiz            |
| 40.                                             | 1953 | Louison Bobet           | Jean Malléjac            | Giancarlo Astrua         |
| 41.                                             | 1954 | Louison Bobet (2)       | Ferdinand Kübler         | Fritz Schär              |
| 42.                                             | 1955 | Louison Bobet (3)       | Jean Brankart            | Charly Gaul              |
| 43.                                             | 1956 | Roger Walkowiak         | Gilbert Bauvin           | Jan Adriaensens          |
| 44.                                             | 1957 | Jacques Anquetil        | Marcel Janssens          | Adolf Christian          |
| 45.                                             | 1958 | Charly Gaul             | Vito Favero              | Raphaël Géminiani        |
| 46.                                             | 1959 | Federico Bahamontes     | Henry Anglade            | Jacques Anquetil         |
| 47.                                             | 1960 | Gastone Nencini         | Graziano Battistini      | Jan Adriaensens          |
| 48.                                             | 1961 | Jacques Anquetil (2)    | Guido Carlesi            | Charly Gaul              |
| 49.                                             | 1962 | Jacques Anquetil (3)    | Joseph Planckaert        | Raymond Poulidor         |
| 50.                                             | 1963 | Jacques Anquetil (4)    | Federico Bahamontes      | José Pérez Francés       |
| 51.                                             | 1964 | Jacques Anquetil (5)    | Raymond Poulidor         | Federico Bahamontes      |
| 52.                                             | 1965 | Felice Gimondi          | Raymond Poulidor         | Gianni Motta             |
| 53.                                             | 1966 | Lucien Aimar            | Jan Janssen              | Raymond Poulidor         |
| 54.                                             | 1967 | Roger Pingeon           | Julio Jiménez            | Franco Balmamion         |
| 55.                                             | 1968 | Jan Janssen             | Herman Van Springel      | Ferdinand Bracke         |
| 56.                                             | 1969 | Eddy Merckx             | Roger Pingeon            | Raymond Poulidor         |
| 57.                                             | 1970 | Eddy Merckx (2)         | Joop Zoetemelk           | Gösta Pettersson         |
| 58.                                             | 1971 | Eddy Merckx (3)         | Joop Zoetemelk           | Lucien Van Impe          |
| 59.                                             | 1972 | Eddy Merckx (4)         | Felice Gimondi           | Raymond Poulidor         |
| 60.                                             | 1973 | Luis Ocaña              | Bernard Thévenet         | José Manuel Fuente       |
| 61.                                             | 1974 | Eddy Merckx (5)         | Raymond Poulidor         | Vicente López Carril     |
| 62.                                             | 1975 | Bernard Thévenet        | Eddy Merckx              | Lucien Van Impe          |
| 63.                                             | 1976 | Lucien Van Impe         | Joop Zoetemelk           | Raymond Poulidor         |
| 64.                                             | 1977 | Bernard Thévenet (2)    | Hennie Kuiper            | Lucien Van Impe          |
| 65.                                             | 1978 | Bernard Hinault         | Joop Zoetemelk           | Joaquim Agostinho        |
| 66.                                             | 1979 | Bernard Hinault (2)     | Joop Zoetemelk           | Joaquim Agostinho        |
| 67.                                             | 1980 | Joop Zoetemelk          | Hennie Kuiper            | Raymond Martin           |
| 68.                                             | 1981 | Bernard Hinault (3)     | Lucien Van Impe          | Robert Alban             |
| 69.                                             | 1982 | Bernard Hinault (4)     | Joop Zoetemelk           | Johan van der Velde      |
| 70.                                             | 1983 | Laurent Fignon          | Ángel Arroyo Lanchas     | Peter Winnen             |
| 71.                                             | 1984 | Laurent Fignon (2)      | Bernard Hinault          | Greg LeMond              |
| 72.                                             | 1985 | Bernard Hinault (5)     | Greg LeMond              | Stephen Roche            |
| 73.                                             | 1986 | Greg LeMond             | Bernard Hinault          | Urs Zimmermann           |
| 74.                                             | 1987 | Stephen Roche           | Pedro Delgado            | Jean-François Bernard    |
| 75.                                             | 1988 | Pedro Delgado           | Steven Rooks             | Fabio Parra              |
| 76.                                             | 1989 | Greg LeMond (2)         | Laurent Fignon           | Pedro Delgado            |
| 77.                                             | 1990 | Greg LeMond (3)         | Claudio Chiappucci       | Erik Breukink            |
| 78.                                             | 1991 | Miguel Induráin         | Gianni Bugno             | Claudio Chiappucci       |
| 79.                                             | 1992 | Miguel Induráin (2)     | Claudio Chiappucci       | Gianni Bugno             |
| 80.                                             | 1993 | Miguel Induráin (3)     | Tony Rominger            | Zenon Jaskuła            |
| 81.                                             | 1994 | Miguel Induráin (4)     | Piotr Ugrumov            | Marco Pantani            |
| 82.                                             | 1995 | Miguel Induráin (5)     | Alex Zülle               | Bjarne Riis              |
| 83.                                             | 1996 | Bjarne Riis             | Jan Ullrich              | Richard Virenque         |
| 84.                                             | 1997 | Jan Ullrich             | Richard Virenque         | Marco Pantani            |
| 85.                                             | 1998 | Marco Pantani           | Jan Ullrich              | Bobby Julich             |
| 86.                                             | 1999 | nincs győztes           | Alex Zülle               | Fernando Escartín        |
| 87.                                             | 2000 | nincs győztes           | Jan Ullrich              | Joseba Beloki            |
| 88.                                             | 2001 | nincs győztes           | Jan Ullrich              | Joseba Beloki            |
| 89.                                             | 2002 | nincs győztes           | Joseba Beloki            | Raimondas Rumšas         |
| 90.                                             | 2003 | nincs győztes           | Jan Ullrich              | Alekszandr Vinokurov     |
| 91.                                             | 2004 | nincs győztes           | Andreas Klöden           | Ivan Basso               |
| 92.                                             | 2005 | nincs győztes           | Ivan Basso               | nincs helyezett          |
| 93.                                             | 2006 | Óscar Pereiro           | Andreas Klöden           | Carlos Sastre            |
| 94.                                             | 2007 | Alberto Contador        | Cadel Evans              | nincs helyezett          |
| 95.                                             | 2008 | Carlos Sastre           | Cadel Evans              | Gyenyisz Menysov         |
| 96.                                             | 2009 | Alberto Contador (2)    | Andy Schleck             | Bradley Wiggins          |
| 97.                                             | 2010 | Andy Schleck            | Samuel Sánchez           | Jurgen Van Den Broeck    |
| 98.                                             | 2011 | Cadel Evans             | Andy Schleck             | Fränk Schleck            |
| 99.                                             | 2012 | Bradley Wiggins         | Chris Froome             | Vincenzo Nibali          |
| 100.                                            | 2013 | Chris Froome            | Nairo Quintana           | Joaquim Rodríguez        |
| 101.                                            | 2014 | Vincenzo Nibali         | Jean-Christophe Péraud   | Thibaut Pinot            |
| 102.                                            | 2015 | Chris Froome (2)        | Nairo Quintana           | Alejandro Valverde       |
| 103.                                            | 2016 | Chris Froome (3)        | Romain Bardet            | Nairo Quintana           |
| 104.                                            | 2017 | Chris Froome (4)        | Rigoberto Urán           | Romain Bardet            |
| 105.                                            | 2018 | Geraint Thomas          | Tom Dumoulin             | Chris Froome             |
| 106.                                            | 2019 | Egan Bernal             | Geraint Thomas           | Steven Kruijswijk        |
| 107.                                            | 2020 | Tadej Pogačar           | Primož Roglič            | Richie Porte             |
| 108.                                            | 2021 | Tadej Pogačar (2)       | Jonas Vingegaard         | Richard Carapaz          |
| 109.                                            | 2022 | Jonas Vingegaard        | Tadej Pogačar            | Geraint Thomas           |
| 110.                                            | 2023 | Jonas Vingegaard (2)    | Tadej Pogačar            | Adam Yates               |
| 111.                                            | 2024 | Tadej Pogačar (3)       | Jonas Vingegaard         | Remco Evenepoel          |
| 112.                                            | 2025 | Tadej Pogačar (4)       |                          |                          |

## Különdíjak
Az összetett versenyen kívül több, külön pontrendszerrel bíró küzdelmek is léteznek a Tour de France-on belül. A legfontosabbak, melyekért külön megkülönböztető trikó jár a nyertesnek: Pontverseny, hegyi pontverseny, Fiatalok versenye továbbá a legaktívabb versenyzőnek járó különdíj. 
| Jelölés                                              |
| ---------------------------------------------------- |
| Összetett győzelem + 2 (vagy több) megszerzett trikó |
| Összetett győzelem + 1 megszerzett trikó             |

 Összetett verseny (maillot jaune)
- Az összetettben vezető versenyző viseli, először 1919-ben viselték, színét a támogató autós magazin miatt kapta.

 Pontverseny (maillot vert)
- A pontversenyben vezető versenyző viseli, 1953-ban vezették be. Pontokat a szakaszok közben a sprinthajrákban és a szakaszok befutóiban lehet gyűjteni. Pontazonosság esetén az összetettben elért helyezés dönt.[9]

 Hegyi összetett (maillot à pois rouges)
- A hegyi összetettben vezető versenyző viseli, 1975-ben vezették be. A trikó a Poulain Chocolat nevű csokoládégyár színeit viseli (fehér alapon piros pöttyök), akik 1933-ban szponzorálták a hegyek királyát. A hegyi hajrákban megszerzett pontok alapján állapítják meg a sorrendet, azonos pontszám esetén az összetettben elért helyezés dönt.[10]

 Fiatalok összetett versenye (maillot blanc)
- A legjobb 25 év alatti versenyző viseli, eredetileg már 1975-ben bevezették, de 1989 és 1999 között a trikót nem osztották ki, ettől függetlenül az eredményeket rögzítették. 1997 óta hivatalosan Souvenir Fabio Casartelli a díj neve, az 1995-ben életét vesztett versenyző emlékére.

 Csapatverseny (classement d'équipes)
- A csapatversenyben élen álló csapat tagjai sárga alapon fekete rajtszámot viselnek. A csapatversenyben mindig a csapat első három versenyzőjének idejét veszik alapul, így alakul ki az eredmény. A csapateredményeket 1930 óta tartják nyilván, régebben sárga sapkával különböztették meg az élen állókat, ám a bukósisak kötelező viselésével áttértek a mostani jelölésre.

 Legaktívabb versenyző (prix de combativité)
- A legaktívabb versenyző viseli, minden szakasz végén egy nyolctagú szakmai zsűri dönt róla. A rajtszámot minden nap a rajt előtt adják át a versenyzőnek. A Tour végén kihirdetik az egész körverseny legaktívabb versenyzőjét is, aki a trikóviselőkhöz hasonlóan díjat kap.

| Év                                              | Összetett győztes       | Pontverseny                  | Hegyi összetett         | Fiatalok összetett versenye | Csapatverseny                     | Legaktívabb versenyző |
| ----------------------------------------------- | ----------------------- | ---------------------------- | ----------------------- | --------------------------- | --------------------------------- | --------------------- |
| 1903                                            | Maurice Garin           | —                            | —                       | —                           | —                                 | —                     |
| 1904                                            | Henri Cornet            | —                            | —                       | —                           | —                                 | —                     |
| 1905                                            | Louis Trousselier       | —                            | —                       | —                           | —                                 | —                     |
| 1906                                            | René Pottier            | —                            | —                       | —                           | —                                 | —                     |
| 1907                                            | Lucien Petit-Breton     | —                            | —                       | —                           | —                                 | —                     |
| 1908                                            | Lucien Petit-Breton (2) | —                            | —                       | —                           | —                                 | —                     |
| 1909                                            | François Faber          | —                            | —                       | —                           | —                                 | —                     |
| 1910                                            | Octave Lapize           | —                            | —                       | —                           | —                                 | —                     |
| 1911                                            | Gustave Garrigou        | —                            | —                       | —                           | —                                 | —                     |
| 1912                                            | Odile Defraye           | —                            | —                       | —                           | —                                 | —                     |
| 1913                                            | Philippe Thys           | —                            | —                       | —                           | —                                 | —                     |
| 1914                                            | Philippe Thys (2)       | —                            | —                       | —                           | —                                 | —                     |
| 1915–1918: Az Első világháború miatt elmaradt   |                         |                              |                         |                             |                                   |                       |
| 1919                                            | Firmin Lambot           | —                            | —                       | —                           | —                                 | —                     |
| 1920                                            | Philippe Thys (3)       | —                            | —                       | —                           | —                                 | —                     |
| 1921                                            | Léon Scieur             | —                            | —                       | —                           | —                                 | —                     |
| 1922                                            | Firmin Lambot (2)       | —                            | —                       | —                           | —                                 | —                     |
| 1923                                            | Henri Pélissier         | —                            | —                       | —                           | —                                 | —                     |
| 1924                                            | Ottavio Bottecchia      | —                            | —                       | —                           | —                                 | —                     |
| 1925                                            | Ottavio Bottecchia (2)  | —                            | —                       | —                           | —                                 | —                     |
| 1926                                            | Lucien Buysse           | —                            | —                       | —                           | —                                 | —                     |
| 1927                                            | Nicolas Frantz          | —                            | —                       | —                           | —                                 | —                     |
| 1928                                            | Nicolas Frantz (2)      | —                            | —                       | —                           | —                                 | —                     |
| 1929                                            | Maurice De Waele        | —                            | —                       | —                           | —                                 | —                     |
| 1930                                            | André Leducq            | —                            | —                       | —                           | Franciaország                     | —                     |
| 1931                                            | Antonin Magne           | —                            | —                       | —                           | Belgium                           | —                     |
| 1932                                            | André Leducq (2)        | —                            | —                       | —                           | Olaszország                       | —                     |
| 1933                                            | Georges Speicher        | —                            | Vicente Trueba          | —                           | Franciaország                     | —                     |
| 1934                                            | Antonin Magne (2)       | —                            | René Vietto             | —                           | Franciaország                     | —                     |
| 1935                                            | Romain Maes             | —                            | Félicien Vervaecke      | —                           | Belgium                           | —                     |
| 1936                                            | Sylvère Maes            | —                            | Julián Berrendero       | —                           | Belgium                           | —                     |
| 1937                                            | Roger Lapébie           | —                            | Félicien Vervaecke (2)  | —                           | Franciaország                     | —                     |
| 1938                                            | Gino Bartali            | —                            | Gino Bartali            | —                           | Belgium                           | —                     |
| 1939                                            | Sylvère Maes (2)        | —                            | Sylvère Maes            | —                           | Belgium B                         | —                     |
| 1940–1946: A Második világháború miatt elmaradt |                         |                              |                         |                             |                                   |                       |
| 1947                                            | Jean Robic              | —                            | Pierre Brambilla        | —                           | Olaszország                       | —                     |
| 1948                                            | Gino Bartali (2)        | —                            | Gino Bartali (2)        | —                           | Belgium A                         | —                     |
| 1949                                            | Fausto Coppi            | —                            | Fausto Coppi            | —                           | Olaszország A                     | —                     |
| 1950                                            | Ferdi Kübler            | —                            | Louison Bobet           | —                           | Belgium A                         | —                     |
| 1951                                            | Hugo Koblet             | —                            | Raphaël Géminiani       | —                           | Franciaország                     | —                     |
| 1952                                            | Fausto Coppi (2)        | —                            | Fausto Coppi (2)        | —                           | Olaszország                       | —                     |
| 1953                                            | Louison Bobet           | Fritz Schär                  | Jesús Loroño            | —                           | Hollandia                         | W. Wagtmans           |
| 1954                                            | Louison Bobet (2)       | Ferdinand Kübler             | Federico Bahamontes     | —                           | Svájc                             | L. Lazaridès F. Mahé  |
| 1955                                            | Louison Bobet (3)       | Stan Ockers                  | Charly Gaul             | —                           | Franciaország                     | C. Gaul               |
| 1956                                            | Roger Walkowiak         | Stan Ockers (2)              | Charly Gaul (2)         | —                           | Belgium                           | A. Darrigade          |
| 1957                                            | Jacques Anquetil        | Jean Forestier               | Gastone Nencini         | —                           | Franciaország                     | N. Barone             |
| 1958                                            | Charly Gaul             | Jean Graczyk                 | Federico Bahamontes (2) | —                           | Belgium                           | F. Bahamontes         |
| 1959                                            | Federico Bahamontes     | André Darrigade              | Federico Bahamontes (3) | —                           | Belgium                           | G. Saint              |
| 1960                                            | Gastone Nencini         | Jean Graczyk (2)             | Imerio Massignan        | —                           | Franciaország                     | J. Graczyk            |
| 1961                                            | Jacques Anquetil (2)    | André Darrigade (2)          | Imerio Massignan (2)    | —                           | Franciaország                     | csapatverseny         |
| 1962                                            | Jacques Anquetil (3)    | Rudi Altig                   | Federico Bahamontes (4) | —                           | Saint-Raphaël–Helyett–Hutchinson  | E. Pauwels            |
| 1963                                            | Jacques Anquetil (4)    | Rik Van Looy                 | Federico Bahamontes (5) | —                           | Saint-Raphaël–Gitane–R. Geminiani | R. van Looy           |
| 1964                                            | Jacques Anquetil (5)    | Jan Janssen                  | Federico Bahamontes (6) | —                           | Pelforth–Sauvage–Lejeune          | H. Anglade            |
| 1965                                            | Felice Gimondi          | Jan Janssen (2)              | Julio Jiménez           | —                           | Kas–Kaskol                        | F. Gimondi            |
| 1966                                            | Lucien Aimar            | Willy Planckaert             | Julio Jiménez (2)       | —                           | Kas–Kaskol                        | R. Altig              |
| 1967                                            | Roger Pingeon           | Jan Janssen (3)              | Julio Jiménez (3)       | —                           | Franciaország                     | D. Letort             |
| 1968                                            | Jan Janssen             | Franco Bitossi               | Aurelio González Puente | —                           | Spanyolország                     | R. Pingeon            |
| 1969                                            | Eddy Merckx             | Eddy Merckx                  | Eddy Merckx             | —                           | Faema                             | E. Merckx             |
| 1970                                            | Eddy Merckx (2)         | Walter Godefroot             | Eddy Merckx (2)         | —                           | Salvarani                         | E. Merckx (2)         |
| 1971                                            | Eddy Merckx (3)         | Eddy Merckx (2)              | Lucien Van Impe         | —                           | Bic                               | L. Ocaña              |
| 1972                                            | Eddy Merckx (4)         | Eddy Merckx (3)              | Lucien Van Impe (2)     | —                           | Gan–Mercier–Hutchinson            | C. Guimard            |
| 1973                                            | Luis Ocaña              | Herman Van Springel          | Pedro Torres Crucies    | —                           | Bic                               | L. Ocaña              |
| 1974                                            | Eddy Merckx (5)         | Patrick Sercu                | Domingo Perurena        | —                           | Kas–Kaskol                        | E. Merckx (3)         |
| 1975                                            | Bernard Thévenet        | Rik Van Linden               | Lucien Van Impe (3)     | Francesco Moser             | Gan–Mercier–Hutchinson            | E. Merckx (4)         |
| 1976                                            | Lucien Van Impe         | Freddy Maertens              | Giancarlo Bellini       | Enrique Martínez Heredia    | Kas–Campagnolo                    | R. Delisle            |
| 1977                                            | Bernard Thévenet (2)    | Jacques Esclassan            | Lucien Van Impe (4)     | Dietrich Thurau             | TI–Raleigh                        | G. Knetemann          |
| 1978                                            | Bernard Hinault         | Freddy Maertens (2)          | Mariano Martínez        | Henk Lubberding             | Miko–Mercier–Vivagel              | P. Wellens            |
| 1979                                            | Bernard Hinault (2)     | Bernard Hinault              | Giovanni Battaglin      | Jean-René Bernaudeau        | Renault–Gitane                    | H. Kuiper             |
| 1980                                            | Joop Zoetemelk          | Rudy Pevenage                | Raymond Martin          | Johan van der Velde         | Miko–Mercier–Vivagel              | C. Levavasseur        |
| 1981                                            | Bernard Hinault (3)     | Freddy Maertens (3)          | Lucien Van Impe (5)     | Peter Winnen                | Peugeot–Esso–Michelin             | B. Hinault            |
| 1982                                            | Bernard Hinault (4)     | Sean Kelly                   | Bernard Vallet          | Phil Anderson               | COOP–Mercier–Mavic                | R. Clère              |
| 1983                                            | Laurent Fignon          | Sean Kelly (2)               | Lucien Van Impe (6)     | Laurent Fignon              | TI–Raleigh–Campagnolo             | S. Demierre           |
| 1984                                            | Laurent Fignon (2)      | Frank Hoste                  | Robert Millar           | Greg LeMond                 | Renault–Elf                       | B. Hinault (2)        |
| 1985                                            | Bernard Hinault (5)     | Sean Kelly (3)               | Luis Herrera            | Fabio Parra                 | La Vie Claire                     | M. Ducrot             |
| 1986                                            | Greg LeMond             | Eric Vanderaerden            | Bernard Hinault         | Andrew Hampsten             | La Vie Claire                     | B. Hinault (3)        |
| 1987                                            | Stephen Roche           | Jean-Paul van Poppel         | Luis Herrera (2)        | Raúl Alcalá                 | Système U                         | R. Clère (2)          |
| 1988                                            | Pedro Delgado           | Eddy Planckaert              | Steven Rooks            | Erik Breukink               | PDM–Ultima–Concorde               | J. Simon              |
| 1989                                            | Greg LeMond (2)         | Sean Kelly (4)               | Gert-Jan Theunisse      | Fabrice Philipot            | PDM–Concorde                      | L. Fignon             |
| 1990                                            | Greg LeMond (3)         | Olaf Ludwig                  | Thierry Claveyrolat     | Gilles Delion               | Z–Tomasso                         | E. Chozas             |
| 1991                                            | Miguel Indurain         | Djamolidine Abdoujaparov     | Claudio Chiappucci      | Álvaro Mejía Castrillón     | Banesto                           | C. Chiappucci         |
| 1992                                            | Miguel Indurain (2)     | Laurent Jalabert             | Claudio Chiappucci (2)  | Eddy Bouwmans               | Carrera Jeans–Vagabond            | C. Chiappucci (2)     |
| 1993                                            | Miguel Indurain (3)     | Djamolidine Abdoujaparov (2) | Tony Rominger           | Antonio Martín              | Carrera Jeans–Tassoni             | M. Ghirotto           |
| 1994                                            | Miguel Indurain (4)     | Djamolidine Abdoujaparov (3) | Richard Virenque        | Marco Pantani               | Festina–Lotus                     | E. Poli               |
| 1995                                            | Miguel Indurain (5)     | Laurent Jalabert (2)         | Richard Virenque (2)    | Marco Pantani (2)           | ONCE                              | H. Buenahora          |
| 1996                                            | Bjarne Riis             | Erik Zabel                   | Richard Virenque (3)    | Jan Ullrich                 | Festina–Lotus                     | R. Virenque           |
| 1997                                            | Jan Ullrich             | Erik Zabel (2)               | Richard Virenque (4)    | Jan Ullrich (2)             | Team Telekom                      | R. Virenque (2)       |
| 1998                                            | Marco Pantani           | Erik Zabel (3)               | Christophe Rinero       | Jan Ullrich (3)             | Cofidis                           | J. Durand             |
| 1999                                            | Nincs győztes           | Erik Zabel (4)               | Richard Virenque (5)    | Benoît Salmon               | Banesto                           | J. Durand (2)         |
| 2000                                            | Nincs győztes           | Erik Zabel (5)               | Santiago Botero         | Francisco Mancebo           | Kelme–Costa Blanca                | E. Dekker             |
| 2001                                            | Nincs győztes           | Erik Zabel (6)               | Laurent Jalabert        | Óscar Sevilla               | Kelme–Costa Blanca                | L. Jalabert           |
| 2002                                            | Nincs győztes           | Robbie McEwen                | Laurent Jalabert (2)    | Ivan Basso                  | ONCE–Eroski                       | L. Jalabert (2)       |
| 2003                                            | Nincs győztes           | Baden Cooke                  | Richard Virenque (6)    | Gyenyisz Menysov            | Team CSC                          | A. Vinokurov          |
| 2004                                            | Nincs győztes           | Robbie McEwen (2)            | Richard Virenque (7)    | Vlagyimir Karpets           | T-Mobile Team                     | R. Virenque (3)       |
| 2005                                            | Nincs győztes           | Thor Hushovd                 | Michael Rasmussen       | Jaroszlav Popovics          | T-Mobile Team                     | Ó. Pereiro            |
| 2006                                            | Óscar Pereiro           | Robbie McEwen (3)            | Michael Rasmussen (2)   | Damiano Cunego              | T-Mobile Team                     | D. dl Fuente          |
| 2007                                            | Alberto Contador        | Tom Boonen                   | Mauricio Soler          | Alberto Contador            | Discovery Channel                 | A. Txurruka           |
| 2008                                            | Carlos Sastre           | Óscar Freire                 | Nincs győztes           | Andy Schleck                | Team CSC–Saxo Bank                | S. Chavanel           |
| 2009                                            | Alberto Contador (2)    | Thor Hushovd (2)             | Egoi Martínez           | Andy Schleck (2)            | Astana                            | F. Pellizotti         |
| 2010                                            | Andy Schleck            | Alessandro Petacchi          | Anthony Charteau        | Andy Schleck (3)            | Team RadioShack                   | S. Chavanel (2)       |
| 2011                                            | Cadel Evans             | Mark Cavendish               | Samuel Sánchez          | Pierre Rolland              | Team Garmin–Cervélo               | J. Roy                |
| 2012                                            | Bradley Wiggins         | Peter Sagan                  | Thomas Voeckler         | Tejay van Garderen          | RadioShack–Nissan                 | C.A. Sørensen         |
| 2013                                            | Chris Froome            | Peter Sagan (2)              | Nairo Quintana          | Nairo Quintana              | Team Saxo–Tinkoff                 | C. Riblon             |
| 2014                                            | Vincenzo Nibali         | Peter Sagan (3)              | Rafal Majka             | Thibaut Pinot               | Ag2r–La Mondiale                  | A. De Marchi          |
| 2015                                            | Chris Froome (2)        | Peter Sagan (4)              | Chris Froome            | Nairo Quintana (2)          | Movistar Team                     | R. Bardet             |
| 2016                                            | Chris Froome (3)        | Peter Sagan (5)              | Rafal Majka (2)         | Adam Yates                  | Movistar Team                     | P. Sagan              |
| 2017                                            | Chris Froome (4)        | Michael Matthews             | Warren Barguil          | Simon Yates                 | Team Sky                          | W. Barguil            |
| 2018                                            | Geraint Thomas          | Peter Sagan (6)              | Julian Alaphilippe      | Pierre Latour               | Movistar Team                     | D. Martin             |
| 2019                                            | Egan Bernal             | Peter Sagan (7)              | Romain Bardet           | Egan Bernal                 | Movistar Team                     | J. Alaphilippe        |
| 2020                                            | Tadej Pogačar           | Sam Benett                   | Tadej Pogačar           | Tadej Pogačar               | Movistar Team                     | Marc Hirschi          |
| 2021                                            | Tadej Pogačar (2)       | Mark Cavendish (2)           | Tadej Pogačar (2)       | Tadej Pogačar (2)           | Team Bahrain Victorious           | Franck Bonnamour      |
| 2022                                            | Jonas Vingegaard        | Wout van Aert                | Jonas Vingegaard        | Tadej Pogačar (3)           | Ineos Grenadiers                  | Wout van Aert         |
| 2023                                            | Jonas Vingegaard (2)    | Jasper Philipsen             | Giulio Ciccone          | Tadej Pogačar (4)           | Team Visma-Lease a Bike           | Victor Campenaerts    |
| 2024                                            | Tadej Pogačar (3)       | Biniam Girmay                | Richard Carapaz         | Remco Evenepoel             | UAE Team Emirates - XRG           | Richard Carapaz       |
| 2025                                            | Tadej Pogačar (4)       |                              |                         |                             |                                   |                       |

### Megszűnt különdíjak
Sprintverseny (maillot rouge)
- Az sprintversenyt megnyerő versenyzőé, először 1966-ban viselték, színe a piros. A célon kívüi sprintek megnyeréséért odaítélendő trikó. Utoljára a 1989-es versenyen hirdettek győztest. A következő évtől nem tért vissza, egyesítették a pontversennyel.

 Kombinációs pontverseny (maillot du combiné)
- Az kombinációs pontversenyt megnyerő versenyzőé, először 1968-ban viselték, egészen 1989-ig. A következő évtől nem tért vissza, az új versenyigazgató reformjai miatt.

| Év   | Sprintverseny             | Kombinációs pontverseny |
| ---- | ------------------------- | ----------------------- |
| 1966 | Guido Neri                | —                       |
| 1967 | Georges Vandenberghe      | —                       |
| 1968 | Georges Vandenberghe (2)  | Franco Bitossi          |
| 1969 | Eric Leman                | Eddy Merckx             |
| 1970 | Cyrille Guimard           | Eddy Merckx (2)         |
| 1971 | Pieter Nassen             | Eddy Merckx (3)         |
| 1972 | Willy Teirlinck           | Eddy Merckx (4)         |
| 1973 | Marc Demeyer              | Joop Zoetemelk          |
| 1974 | Barry Hoban               | Eddy Merckx (5)         |
| 1975 | Marc Demeyer (2)          | nem osztották ki        |
| 1976 | Robert Mintkiewicz        | nem osztották ki        |
| 1977 | Pierre-Raymond Villemiane | nem osztották ki        |
| 1978 | Jacques Bossis            | nem osztották ki        |
| 1979 | Willy Teirlinck (2)       | nem osztották ki        |
| 1980 | Rudy Pevenage             | Ludo Peeters            |
| 1981 | Freddy Maertens           | Bernard Hinault         |
| 1982 | Sean Kelly                | Bernard Hinault (2)     |
| 1983 | Sean Kelly (2)            | Laurent Fignon          |
| 1984 | Jacques Hanegraaf         | Laurent Fignon (2)      |
| 1985 | Jozef Lieckens            | Greg LeMond             |
| 1986 | Gerrit Solleveld          | Greg LeMond (2)         |
| 1987 | Gilbert Duclos-Lassalle   | Jean-François Bernard   |
| 1988 | Frans Maassen             | Steven Rooks            |
| 1989 | Sean Kelly (3)            | Steven Rooks (2)        |

## Többszörös győztesek
| Sorszám | Versenyző           | Ország    | Győzelmek | Év                           |
| ------- | ------------------- | --------- | --------- | ---------------------------- |
| 1       | Jacques Anquetil    | FRA       | 5         | 1957, 1961, 1962, 1963, 1964 |
|         | Bernard Hinault     | FRA       | 5         | 1978, 1979, 1981, 1982, 1985 |
|         | Miguel Indurain     | ESP       | 5         | 1991, 1992, 1993, 1994, 1995 |
|         | Eddy Merckx         | BEL       | 5         | 1969, 1970, 1971, 1972, 1974 |
| 5       | Chris Froome        | GBR       | 4         | 2013, 2015, 2016, 2017       |
|         | Tadej Pogačar       | Szlovénia | 4         | 2020, 2021, 2024, 2025       |
| 7       | Louison Bobet       | FRA       | 3         | 1953, 1954, 1955             |
|         | Greg LeMond         | USA       | 3         | 1986, 1989, 1990             |
|         | Philippe Thys       | BEL       | 3         | 1913, 1914, 1920             |
| 10      | Gino Bartali        | ITA       | 2         | 1938, 1948                   |
|         | Ottavio Bottecchia  | ITA       | 2         | 1924, 1925                   |
|         | Alberto Contador    | ESP       | 2         | 2007, 2009                   |
|         | Fausto Coppi        | ITA       | 2         | 1949, 1952                   |
|         | Laurent Fignon      | FRA       | 2         | 1983, 1984                   |
|         | Nicolas Frantz      | LUX       | 2         | 1927, 1928                   |
|         | Firmin Lambot       | BEL       | 2         | 1919, 1922                   |
|         | André Leducq        | FRA       | 2         | 1930, 1932                   |
|         | Sylvère Maes        | BEL       | 2         | 1936, 1939                   |
|         | Antonin Magne       | FRA       | 2         | 1931, 1934                   |
|         | Lucien Petit-Breton | FRA       | 2         | 1907, 1908                   |
|         | Bernard Thévenet    | FRA       | 2         | 1975, 1977                   |
|         | Jonas Vingegaard    | DEN       | 2         | 2023, 2024                   |